# لويس فيشر (صحفي)
لويس فيشر (بالإنجليزية: Louis Fischer)‏ هو صحفي أمريكي، ولد في 29 فبراير 1896 في فيلادلفيا في الولايات المتحدة، وتوفي في 15 يناير 1970 في برينستون في الولايات المتحدة.

## وصلات خارجية
- لويس فيشر على موقع مونزينجر (الألمانية)